# Restrições de voz em emissoras britânicas de 1988-1994
De outubro de 1988 a setembro de 1994, o governo britânico proibiu a transmissão das vozes de representantes do Sinn Féin e de vários grupos irlandeses republicanos e lealistas pela televisão e pelo rádio no Reino Unido. As restrições, anunciadas pelo Ministro do Interior, Douglas Hurd, em 19 de outubro de 1988, que abrangiam onze organizações baseadas na Irlanda do Norte, foram consequências de um período de violência aguda no contexto dos Problemas, assim como da crença do governo na necessidade de evitar que o Sinn Féin usasse a mídia para obter vantagens políticas.
Os radiodifusores rapidamente encontraram formas de contornar a proibição, principalmente dublando a voz de qualquer um que fosse impedido de falar. A legislação não se aplicava durante as campanhas eleitorais e sob outras circunstâncias. As restrições causaram dificuldades aos jornalistas britânicos que se opuseram à censura em vários outros países, como o Iraque e a Índia. A República da Irlanda tinha uma legislação semelhante que proibia a presença de qualquer pessoa com ligações a grupos paramilitares nas ondas de rádio, mas revogou isso em janeiro de 1994. Isso criou pressão para o governo britânico fazer o mesmo. A proibição de transmissão foi finalmente suspensa em 16 de setembro de 1994, quinze dias após o primeiro cessar-fogo provisório do Exército Republicano Irlandês .

## Contexto
Ao longo da era dos Problemas, as emissoras do Reino Unido precisavam regularmente interromper ou adiar a transmissão de documentários e outros programas relacionados à Irlanda. Um dos exemplos mais proeminentes disso foi o documentário do Real Lives, de 1985, para a BBC, At the Edge of the Union. O programa apresentava extensas filmagens de Martin McGuinness, do Sinn Féin, e de Gregory Campbell, do Partido Unionista Democrático, discutindo os Problemas, e, após a intervenção direta do governo, foi temporariamente impedido de ser exibido. O incidente levou a uma greve de um dia por membros da União Nacional dos Jornalistas, que saíram em protesto pela independência da BBC  
Os meses que antecederam a introdução da proibição foram um período particularmente intenso de violência. Um dos episódios mais sangrentos da época foi o bombardeio de ônibus de Ballygawley, que resultou na morte de vários soldados britânicos. Outro incidente, o assassinato de dois soldados britânicos que entraram em uma procissão funerária do IRA, colocou a mídia em conflito com o governo depois que jornalistas presentes ao funeral recusaram um pedido da Royal Ulster Constabulary para entregar as imagens do incidente, preocupados que isso iria colocá-los em risco. Em resposta, a primeira-ministra, Margaret Thatcher, disse à Câmara dos Comuns que os jornalistas tinham um "dever" de auxiliar na investigação. "Ou se está do lado da justiça nesses assuntos ou se está do lado do terrorismo". Posteriormente, as filmagens foram apreendidas da BBC e da ITN sob os Atos de Prevenção ao Terrorismo e Provisões de Emergência.
O governo conservador acreditava que havia necessidade de agir para evitar que o Sinn Féin usasse a mídia para defender as ações do IRA, e as medidas eram parte de uma resposta mais ampla do governo ao aumento da violência, que também incluiu mudanças no direito ao silêncio e o endurecimento das leis que permitiam a libertação antecipada de prisioneiros paramilitares. Outras controvérsias também surgiram em setembro de 1988 sobre uma edição do programa de discussão do Channel 4, After Dark, que deveria apresentar o presidente do Sinn Féin, Gerry Adams, como convidado. O programa foi abandonado depois que o acadêmico conservador Paul Wilkinson - professor da Universidade de Aberdeen, especializado no estudo do terrorismo e da violência política - manifestou fortes objeções à sua transmissão.

## A proibição

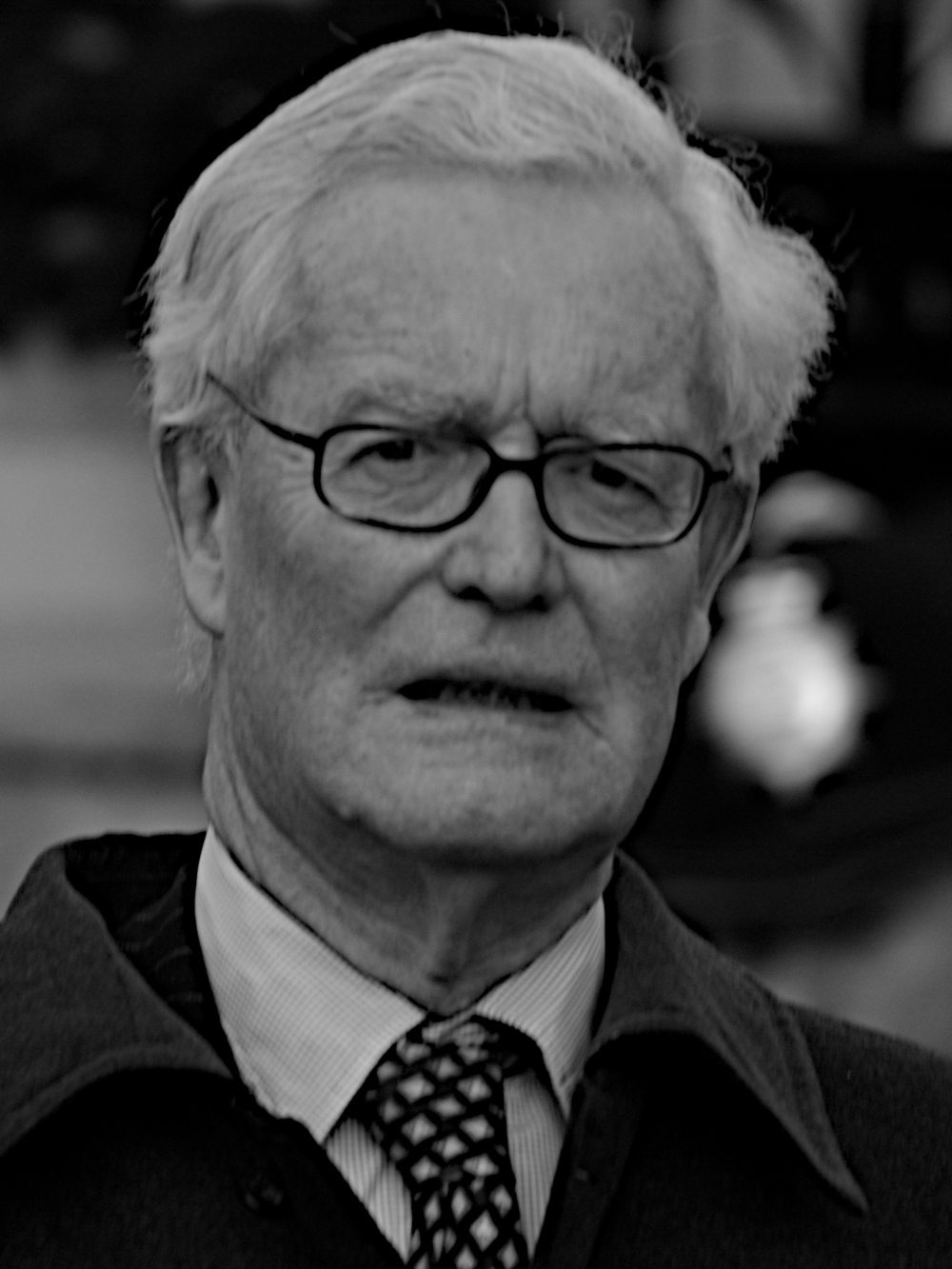
Douglas Hurd, responsável por introduzir as medidas em outubro de 1988.

Em 19 de outubro de 1988, o Ministro do Interior, Douglas Hurd, emitiu uma notificação à BBC nos termos da cláusula 13(4) da Licença e Acordo da BBC e, sob a seção 29(3) do Ato de Radiofusão de 1981 à Independent Broadcasting Authority proibindo a transmissão de declarações diretas de representantes ou apoiadores de onze organizações políticas e militares irlandesas. A proibição impediu que a mídia do Reino Unido transmitisse as vozes, embora não as palavras, de dez grupos paramilitares irlandeses, republicanos e leais ao Ulster, bem como o Sinn Féin. Entre os outros grupos afetados estavam o IRA Provisório, o Exército de Libertação Nacional da Irlanda, a Associação de Defesa do Ulster e a Força Voluntária do Ulster, embora a proibição tenha sido direcionada principalmente ao Sinn Féin. Dirigindo-se à Câmara dos Comuns sobre a proibição, Hurd disse, "os próprios terroristas atraem apoio e sustento do acesso ao rádio e à televisão... chegou a hora de negar esta plataforma fácil para aqueles que a usam para propagar o terrorismo", enquanto a primeira-ministra conservadora, Margaret Thatcher, disse que "negaria aos terroristas o oxigênio da publicidade".
O Ato de 1981 permitia que o Ministro do Interior introduzisse medidas no caso de uma questão de interesse público. Um debate parlamentar não era necessário, embora Hurd concordasse em realizar um, e a questão foi discutida na Câmara dos Comuns em 2 de novembro de 1988. O Partido Trabalhista da oposição apresentou uma emenda condenando a decisão do governo como "incompatível com uma sociedade livre", mas foi rejeitada, apesar de alguns deputados conservadores votarem com o Partido Trabalhista. A legislação foi condenada pelo Conselho Nacional das Liberdades Civis. A União Nacional dos Jornalistas planejou uma greve de um dia em protesto à proibição para o dia 10 de novembro, mas a ação foi cancelada porque seus membros não conseguiram chegar a um consenso. Posteriormente, um grupo de jornalistas de radiodifusão lançou um desafio legal para anular a proibição, mas em maio de 1989 o Supremo Tribunal decidiu que o Ministério do Interior havia agido legalmente. Uma audiência posterior no Tribunal de Apelação confirmou essa decisão em dezembro de 1989.
Hurd acreditava que a proibição colocaria a mídia impressa e a radiodifundida em um patamar nivelado, mas os opositores da medida argumentaram que as restrições estavam afetando a qualidade das reportagens sobre a Irlanda do Norte e, consequentemente, o entendimento das pessoas sobre as questões. A jornalista Scarlett McGwire, uma das que desafiaram os regulamentos, disse em 1989: "O caso não é apenas sobre jornalistas e ser capaz de relatar a Irlanda do Norte apropriadamente. É sobre pessoas não sendo capazes de entender o que está acontecendo lá porque não é relatado corretamente". Marmaduke Hussey, presidente da BBC, chamou a proibição de "precedente muito perigoso". Uma petição organizada pela Campanha de Liberdade de Imprensa e Radiodifusão, que contou com as assinaturas de 50 deputados, foi apresentada na 10 Downing Street no primeiro aniversário de seu início.

## Implementação
Os meios de comunicação geralmente eram deixados para interpretar as restrições à sua própria maneira, e o mandato da proibição foi inicialmente aplicado retrospectivamente ao material de arquivo, embora isso tenha sido relaxado mais tarde seguindo o conselho do governo. Em 2005, John Birt, ex--diretor-geral da BBC, disse que o anúncio de Hurd veio "de repente", enquanto Danny Morrison, que em 1988 era diretor de publicidade do Sinn Féin, falou da confusão total que resultou. "Eu perguntei a jornalistas de rádio e televisão, 'o que pode ser feito?'"  A legendagem foi inicialmente usada, mas uma das principais formas de contornar a nova lei foi substituir as vozes que não poderiam ser reproduzidas por aquelas da de atores de voz. A BBC e suas contrapartes comerciais compilaram uma lista de atores que poderiam ser chamados para gravar as dublagens de notícias e documentários sobre os Problemas, muitas vezes com pouca antecedência. Os atores frequentemente falavam as palavras em tempo real junto com a pessoa cuja voz estava sendo dublada. Uma dessas entrevistas com Gerry Adams apareceu uma vez na rede CNN dos EUA sem que ninguém percebesse que estavam ouvindo um ator falar.
As restrições também foram aplicadas a programas de dramaturgia, documentários e debates televisivos. Em dezembro de 1988, o secretário de Estado da Irlanda do Norte, Tom King, ordenou ao Channel 4 que cancelasse um episódio da série dramática norte-americana Lou Grant que continha a história de um fuzileiro  fictício do IRA, embora tenha ido ao ar anteriormente. Mother Ireland, um documentário de 1988 sobre mulheres e o nacionalismo irlandês, que incluiu uma entrevista com Mairéad Farrell, posteriormente morto a tiros durante uma operação da SAS em Gibraltar, também foi inicialmente banido. Quando exibido pelo Channel 4 durante uma temporada sobre censura em abril de 1991, as palavras de Farrell sobre o republicanismo foram silenciadas, com legendas na tela. Em uma ocasião posterior, a aparição da ativista política Bernadette Devlin McAliskey em uma edição da Nation da BBC discutindo as razões para a violência política também foi censurada, sendo que muito do que ela disse foi legendado.
A County Sound, uma emissora de rádio em Surrey, cancelou uma entrevista com Errol Smalley, um ativista do Guildford Four, embora ele tenha aparecido mais tarde depois de conseguir a anulação da decisão. Em novembro de 1988, "Streets of Sorrow/Birmingham Six" - uma canção dos The Pogues expressando apoio ao Birmingham Six e o Guildford Four - esteve sujeita aos regulamentos porque incluía um "desacordo geral com a maneira pela qual o governo britânico responde, e os tribunais lidam, com a ameaça terrorista no Reino Unido".
No entanto, a proibição nem sempre foi aplicada. Restrições foram brevemente levantadas durante as eleições gerais de 1992, permitindo que um debate político entre o presidente do Sinn Féin, Gerry Adams, e o líder do Partido Social Democrata e Trabalhista John Hume fosse ouvido durante a campanha eleitoral, mas a proibição foi retomada assim que as pesquisas foram fechadas, impedindo que a reação de Adams à perda de seu assento parlamentar fosse diretamente transmitida. A voz real de um indivíduo também poderia ser transmitida se a notícia em questão não se relacionasse diretamente com suas crenças políticas ou atividades paramilitares. Da mesma forma, qualquer pessoa sujeita às restrições que foi uma testemunha ocular de um evento ou incidente pode ser ouvida. Em fevereiro de 1992, a voz de Gerard McGuigan, um conselheiro do Sinn Féin, foi transmitida quando ele falou sobre um ataque em sua casa pela Associação de Defesa do Ulster. Adams também foi autorizado a falar sobre um ataque similar contra sua propriedade. Em outra ocasião, o jornalista Peter Taylor teve acesso a presos da Prisão de Maze para um documentário sobre a cadeia, mas enquanto os prisioneiros podiam falar livremente sobre suas vidas pessoais, uma queixa do porta-voz dos prisioneiros do IRA sobre o tamanho dos rolos de salsicha da prisão teve que ser dublada. Em 2005, Francis Welch, um produtor de televisão, descreveu o incidente como um dos que destacaram "a natureza surreal das restrições".

## Fim das restrições

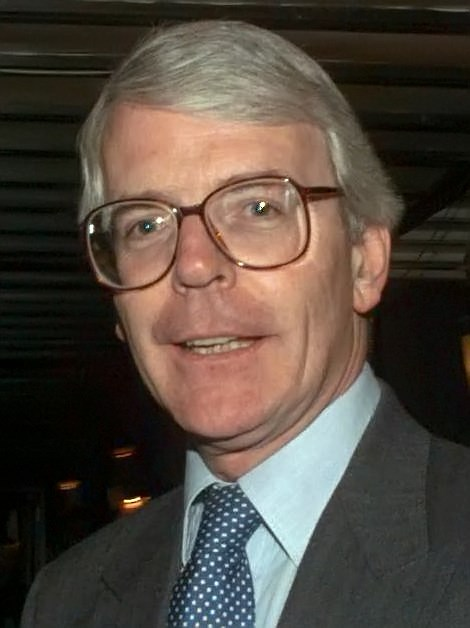
O primeiro-ministro John Major levantou as restrições em 1994.

O sucessor de Thatcher como Primeiro Ministro, John Major, anunciou uma revisão dos regulamentos em novembro de 1993, dizendo à Câmara dos Comuns que a crença geral dentro do Partido Conservador era que entrevistas com aqueles sujeitos às restrições estavam sendo esticadas "ao limite e talvez além"  Sua decisão seguiu uma entrevista na televisão com Gerry Adams, que uma parlamentar conservadora, Jill Knight, descreveu como tendo causado "ofensa a um grande número de pessoas". Backbenchers conservadores e deputados unionistas queriam restrições mais rígidas, e o The Irish Times relatou um "sentimento generalizado" de que Major favorecia uma proibição total, mas que os jornalistas se opunham a isso. Ele citou John Simpson da BBC, que disse que reportar eventos da Irlanda do Norte se tornaria "virtualmente impossível". Nessa altura, a cobertura dos tópicos relacionados à Irlanda do Norte tornava-se mais frequente com o ritmo crescente do processo de paz. A revisão foi realizada pelo secretário de Estado do Patrimônio, Peter Brooke. Em fevereiro de 1994, o governo de Major decidiu manter o status quo.
A pressão para reverter as restrições cresceu depois que os instrumentos estatutários da Seção 31 da Lei de Autoridade de Radiodifusão do governo irlandês de 1960 caducaram em janeiro de 1994. Estes proibiam entrevistas de rádio e televisão com representantes de grupos paramilitares e do Sinn Féin. A partir de então, qualquer um na Irlanda do Norte com acesso à emissora estatal da República da Irlanda, a RTÉ, podia ouvir as vozes de alguém ainda banido das ondas de rádio pelos regulamentos do Reino Unido. Respondendo à decisão do governo de Dublin, Gerry Adams disse: "Mais de 20 anos de censura política serviram para impedir qualquer esperança de uma resolução do conflito. Negou-se o direito de informação. Boa viagem". As regulamentações foram particularmente destacadas durante uma visita que Adams fez aos Estados Unidos em 1994, onde fez um discurso amplamente divulgado em todo o mundo, mas que teve que ser dublado no Reino Unido por causa da proibição. Em maio de 1994, a União Nacional de Jornalistas lançou uma contestação legal à Comissão Europeia de Direitos Humanos, buscando levar o governo britânico ao tribunal por violação da liberdade de expressão sob a Convenção Européia de Direitos Humanos, mas o caso foi rejeitado. Um caso similar contra o governo irlandês, em 1991, por causa de sua proibição de transmissão também foi descartado.
A proibição do Reino Unido foi suspensa em 16 de setembro de 1994, quinze dias após o primeiro cessar-fogo do IRA ter sido declarado. No mesmo dia, Major anunciou que dez estradas ligando a Irlanda do Norte à República (que haviam sido fechadas pelas forças de segurança britânicas) seriam reabertas e prometeu que qualquer acordo negociado sobre o futuro da governança da Irlanda do Norte seria submetido a um referendo. O vice-líder do Sinn Féin, Martin McGuinness, deu sua primeira entrevista direta à Ulster Television pouco depois que as restrições cessaram.
A decisão de acabar com a proibição foi bem recebida pelas emissoras. Michael Grade, então diretor executivo do Channel 4, disse que havia encerrado "uma das tentativas mais embaraçosas de se censurar a cobertura da mais importante história política doméstica dos anos do pós-guerra", enquanto John Birt comentou: "Podemos mais uma vez aplicar o escrutínio normal e de teste a todos os lados no debate". O Sinn Féin também sinalizou sua aprovação, mas a suspensão da proibição foi vista com mais cautela pelos políticos unionistas. Peter Robinson, do Partido Unionista Democrático, achou que a decisão era prematura enquanto o IRA continuasse sendo uma organização armada. "Isso dá reconhecimento a um grupo de homens que ainda têm armas e bombas debaixo da mesa, que ainda se reservam ao direito de matar se não conseguirem o que querem".

## Análise

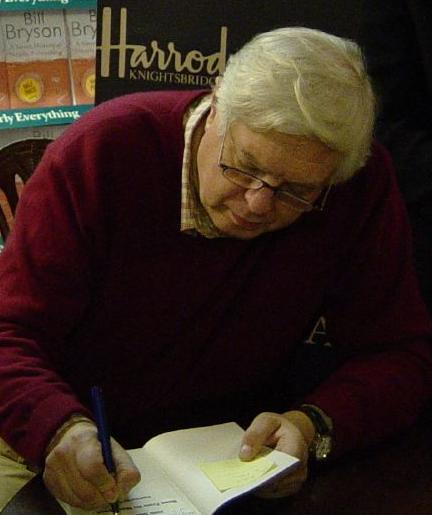
O correspondente estrangeiro da BBC, John Simpson, encontrou dificuldades ao se apresentar no Iraque por causa das restrições.

Francis Welch, produtor do Speak No Evil, documentário da BBC que discute as restrições, argumentou que a legislação "aumentou a pressão sobre o processo de reportar eventos na Irlanda do Norte", enquanto Danny Morrison, do Sinn Féin, acreditava que a proibição "era uma arma de guerra usada pelo governo" na tentativa de silenciar o movimento republicano. No entanto, Norman Tebbit, ex-deputado conservador, disse que a mídia estava dando ao Sinn Féin e ao IRA "publicidade que eles não deveriam ter tido". Peter Robinson, do Partido Unionista Democrático, argumentou que o uso da legislação era "uma arma legítima para o Estado usar".
Em 1994, Tony Hall, chefe de Notícias e Atualidades da BBC, argumentou que as restrições não permitiam que os espectadores fizessem um julgamento adequado sobre as pessoas sujeitas às regras, pois as sutis mudanças em suas vozes não podiam ser ouvidas. Em particular, ele citou o exemplo da aparição de Gerry Adams no On the Record da BBC em setembro de 1993, no qual ele falou sobre a perspectiva de paz na Irlanda do Norte. Hall disse que Adams ficou nervoso e defensivo durante toda a entrevista, pois a apresentadora, Sheena McDonald, argumentou que a paz não poderia ser alcançada enquanto o IRA continuasse sua postura violenta, mas que os espectadores não estavam cientes desses aspectos da discussão. Ele também disse que alguns países, como a Índia e o Egito, haviam citado as restrições aos jornalistas da BBC que reclamavam do uso excessivo da censura pelas autoridades desses países. Além disso, Hall argumentou que o Sinn Féin e o IRA manipularam a proibição usando-a como uma desculpa para recusar entrevistas.
O editor de relações exteriores da BBC, John Simpson, encontrou dificuldades semelhantes na questão da censura enquanto fazia reportagens do Iraque durante a Guerra do Golfo em 1990-91. "Quando trabalhei em Bagdá, as autoridades sempre mencionavam a proibição do Sinn Féin se você criticasse a censura deles. Eu não gosto de ver este país aparecendo do mesmo lado da linha divisória de Saddam Hussein sobre qualquer coisa". Em uma conferência sobre o relato de questões relacionadas à Irlanda do Norte na Universidade de Londres em novembro de 1993, presidida pela jornalista irlandesa Mary Holland, vários participantes alegaram que isso estava minando a prática de reportagens investigativas.
Uma pesquisa do Glasgow Media Group indica que a cobertura do Sinn Féin pela BBC antes da proibição era mínima. Em 1988, o Sinn Féin só foi ouvido ou visto na televisão 93 vezes, tinha apenas 17 das 633 entrevistas formais da BBC em comparação com 121 entrevistas com o Partido Conservador e 172 com a Royal Ulster Constabulary e o serviço público, e nunca foram entrevistadas no estúdio, como muitos outros participantes. No entanto, após a proibição houve um declínio acentuado na cobertura das opiniões do Sinn Féin e dos republicanos, com as aparências televisivas reduzidas para 34 vezes no ano seguinte, e os atrasos e incertezas causados por ambiguidades, dublagens e legendas muitas vezes levaram à cobertura. e filmes sendo descartados inteiramente.